# Kincardine (Sutherland)
Kincardine (Schots-Gaelisch: Cinn Chàrdainn) is een dorp op de zuidelijke oever van de Dornoch Firth ongeveer 2 kilometer ten zuidoosten van Ardgay in de Schotse lieutenancy Sutherland in het raadsgebied Highland.